# Военный ординариат Южной Кореи
Военный ординариат Южной Кореи (кор. 천주교 군종교구) — военный ординариат Римско-Католической Церкви, действующий в Южной Корее. Военный ординариат Южной Кореи, подчиняясь непосредственно Святому Престолу, обеспечивает пастырское окормление военнослужащих южнокорейской армии и их семей.

## История
22 ноября 1983 года в Католической церкви в Южной Корее был организован институт военного капелланства для военнослужащих южнокорейской армии.
21 июля 1986 года Римский папа Иоанн Павел II выпустил буллу «Spirituali militum curae», которой учредил военный ординариат Южной Кореи. С этого времени военный ординариат Южной Кореи стал отдельной самостоятельной церковной структурой на уровне епархии.

## Ординарии военного ординариата
- епископ Анджело Ким Нам Су (22.11.1983 — 23.10.1989);
- епископ Аугустино Чон Мён Джо (23.10.1989 — 5.11.1998) — назначен епископом-коадъютором Пусана;
- епископ Педро Ли Ги Хон (29.10.1999 — 26.02.2010) — назначен епископом Ыйджонбу;
- епископ Франциско Хавьер Ю Су Иль, O.F.M.[1] (16.07.2010 — 02.02.2021, в отставке);
- епископ Titus Seo Sang-Bum (02.02.2021 — по настоящее время).